# We're Almost There
We're Almost There es una canción escrita por Edward Hollan e interpretada por Michael Jackson, lanzada el 17 de febrero de 1975 como primer sencillo de su cuarto álbum de estudio Forever, Michael.
La canción reapareció once años más tarde en el álbum recopilatorio Anthology. 
Motown tuvo dificultades para encontrar material que se adaptara a Jackson, de 16 años, a medida que su voz cambiaba. Con el regreso de los hermanos Brian y Edward Holland, Motown hizo que el dúo escribiera una colección de canciones para adaptarse a la edad de Jackson.
Alcanzó el número 54 en el Billboard Hot 100, mientras que llegó al número 7 en la lista Hot Soul Singles. Alcanzó el número 46 en la UK Singlse Chart del Reino Unido.

## Posicionamiento en listas
| Lista (1975-1981)                      | Máxima posición |
| -------------------------------------- | --------------- |
| Estados Unidos (Billboard Hot 100)     | 54              |
| Estados Unidos (Hot R&B/Hip-Hop Songs) | 7               |
| Reino Unido (Official Charts Company)  | 46              |
| Lista (2009)                           | Máxima posición |
| Italia (FIMI)                          | 9               |

## Otras Versiones
- La canción fue versionada por Alicia Keys y apareció en el disco extra de su álbum de 2009, The Element Of Freedom (Empire Edition).[6]

- En 2009 la canción fue sampleada en "Almost There" del mixtape Poindexter de Donald Glover.[7]
- En 2010 fue sampleada en el tema hip-hop "Our Dreams" del álbum Wu-Massacre de Wu-Tang Clan.